# Mali Vrh, Mirna Peč
Mali Vrh este o localitate din comuna Mirna Peč, Slovenia, cu o populație de 45 de locuitori.